# Border Wars (2013)
Border Wars (2013) foi um evento pay-per-view transmitido pela internet (iPPV) realizado pela Ring of Honor, que ocorreu no dia 4 de maio de 2013 no Ted Reeve Arena na cidade de Toronto, Ontário, Canadá. Esta foi a segunda edição da cronologia do Border Wars.
O evento evento contou com oito lutas no total, das quais Matt Taven, acompanhado de Truth Martini e Scarlett derrotou Mark Briscoe em um combate pelo ROH World Television Championship. O irmão de Briscoe, Jay manteve o ROH World Championship ao derrotar Adam Cole.

## Antes do evento
Border Wars (2013) teve lutas de wrestling profissional envolvendo diferentes lutadores com rivalidades e storylines pré-determinadas que se desenvolveram no Ring of Honor Wrestling — programa de televisão da Ring of Honor (ROH). Os lutadores interpretaram um vilão ou um mocinho seguindo uma série de eventos para gerar tensão, culminando em várias lutas.

## Resultados
| No.                            | Resultados                                                                     | Estipulação                                            | Duração |
| ------------------------------ | ------------------------------------------------------------------------------ | ------------------------------------------------------ | ------- |
| Dark                           | Ethan Page e Josh Alexander derrotaram The Flatliners (Asylum e Matt Burns)    | Luta de duplas                                         | N/A     |
| 1                              | Caprice Coleman e Cedric Alexander derrotou ACH e Tadarius Thomas              | Luta de duplas                                         | 10:56   |
| 2                              | Roderick Strong derrotou Mike Bennett (com Maria Kanellis)                     | Luta individual                                        | 12:36   |
| 3                              | B.J. Whitmer derrotou Rhett Titus                                              | Luta "I Quit"                                          | 11:48   |
| 4                              | S.C.U.M. (Cliff Compton e Jimmy Jacobs) derrotaram Kevin Steen e Michael Elgin | Luta de duplas                                         | 20:09   |
| 5                              | Eddie Edwards derrotou Taiji Ishimori                                          | Luta individual                                        | 15:41   |
| 6                              | Matt Taven (c) (com Truth Martini e Scarlett) derrotou Mark Briscoe            | Luta individual pelo ROH World Television Championship | 13:42   |
| 7                              | Davey Richards derrotou Paul London                                            | Luta individual                                        | 15:39   |
| 8                              | Jay Briscoe (c) derrotou Adam Cole                                             | Luta individual pelo ROH World Championship            | 19:59   |
| (c) – Campeão(s) antes da luta |                                                                                |                                                        |         |